# Кордейру, Жуан Рикарду
Жуа́н Рика́рду Корде́йру (порт. João Ricardo Cordeiro; 5 марта 1836 — 12 февраля 1881) — португальский драматург и переводчик.
На протяжении всей жизни состоял на государственной службе, дослужившись в итоге до поста советника Министерства внутренних дел (с 1877 г.).

## Известные произведения
- «Fernando»
- «Amor e arte»
- «Os paraizos conjugaes»

и др.
Его пьесы отличаются блестящим и чистым языком, также как и его переводы Скриба, Гюго, Мюссе, Октава Фейе, Легуве и др.